# Aphalon
Aphalon – jeden z pierwszych systemów RPG stworzony i wydany przez polskich autorów. 
Został wydany w 1995 i jak dotąd nie doczekał się kontynuacji. Gra ma bardzo skomplikowaną mechanikę oraz trudny i czasochłonny system rozliczania walk. 
Aphalon to obszerna kraina zamieszkiwana przez ludzi, elfy (którzy dzielą się na złych i rasistowskich Aquade o czarnych lub rudych włosach, bladej cerze i czarnych lub czerwonych oczach, będących bardzo dobrymi tropicielami, którzy służą bogu śmierci i obłędu Sarhanowi; Nerekai - neutralne elfy o szarych, zielonych lub błękitnych oczach i szarych włosach oraz dobrych Avatari o złotych lub srebrnych włosach i złotych, srebrnych lub zielonych oczach), półelfy, krasnoludy, karły (przypominające hobbitów) oraz barharów (futerkowe stworzenia o cienkim głosie, będące świetnymi wojownikami, zwane też obraźliwie "babołakami"). Oprócz tego w Aphalonie można spotkać mnóstwo różnych stworów opisanych w całkiem sporym bestiariuszu. 
Najważniejsze krainy to: 
- Asmaghoria - cywilizowane królestwo zamieszkane głównie przez ludzi
- Bomborgia - prymitywna kraina czarnoskórych bomborgijczyków
- Edheldur - niebezpieczne królestwo elfów Aquade, w którego stolicy znajduje się jedyna świątynia poświęcona Sarhanowi
- Edhelion - położony w górskiej dolinie pokrytej lasem, zamieszkują go elfy Avatari
- Gorhon - leżące na północnym zachodzie królestwo, zamieszkane przez wesołych i skorych do zabaw ludzi
- Gormia - zamieszkana w całości przez ludzi malownicza puszcza
- Glordon - ciepły, bogaty i piękny kraj zamieszkiwany głównie przez kupców i arystokrację wszelkich ras
- Grgx - wulkaniczna kraina orków
- Khanhanarak - znajdujące się w głębi Dzikich Gór królestwo krasnoludów
- Morotan - niegdyś najpotężniejsze królestwo na Aphalonie, mroczny i tajemniczy, pełny zapomnianych baśni, ruin warowni i zamków oraz kurhanów
- Nondor - królestwo żeglarzy i szkutników
- Orgon - nieprzyjazny kraj składający się z małych, wiecznie walczących ze sobą księstewek
- Pelvan - kraina zamieszkana przez dziki i prymitywny naród słynące ze świetnych wojowników i piratów
- Rowons - największy i najpotężniejszy kraj na Aphalonie
- Simirion - stary kraj zaludniony przez ludzi słynących ze swej długowieczności, simiriończycy żyją nawet do 160 lat
- Tumal - zbuntowana prowincja Asmaghorii
- Vraran - wietrzny i zimny kraj zamieszkiwany przez pasterzy

Prócz tego system posiada sporą listę bogów (nazywanych w tym systemie Innymi), języków, religii, frakcji, gildii oraz bractw i stowarzyszeń do których mogą przynależeć gracze. 
Dostępnych jest 10 profesji: awanturnik, barbarzyńca, bard, kupiec, mag, mnich, tropiciel, uzdrowiciel, wojownik i złodziej.
Na uwagę szczególnie zasługują profesje magiczne dla których przewidziano szeroki wybór czarów i ciekawe możliwości rozwoju postaci.